# Philygria inpunctata
Philygria inpunctata är en tvåvingeart som först beskrevs av Becker 1926.  Philygria inpunctata ingår i släktet Philygria och familjen vattenflugor. Inga underarter finns listade i Catalogue of Life.